# Hornbrille

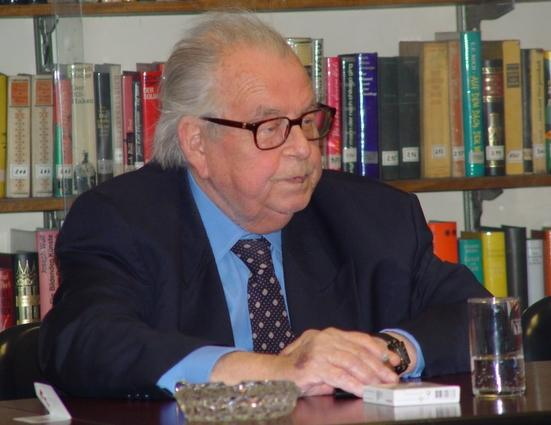
Hornbrillenträger Hans-Jürgen Wischnewski

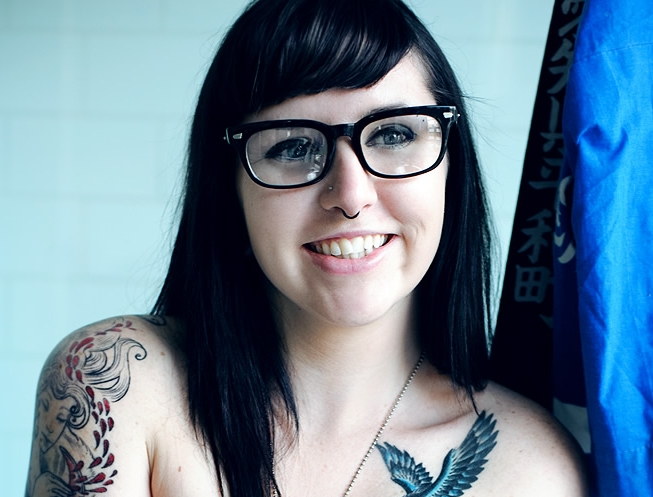
Die sogenannte Nerdbrille als Stil-Accessoire

Eine Hornbrille ist ursprünglich die Bezeichnung für eine Brille mit Brillengestell aus Horn. Heute sind damit allgemein dunkle, massive Brillengestelle gemeint, auch wenn sie meist aus Celluloseacetat hergestellt werden.

## Geschichte
Die Hornbrille als lange Zeit vorherrschende Brillenform findet heute nur noch wenig Verbreitung. Erstmals populär wurden die Hornbrillen in den 1920er-Jahren in Amerika durch Starkomiker Harold Lloyd, der diese als Markenzeichen seiner Filmfigur – des sogenannten Glasses Character – in seinen Filmen trug. Mit der Hornbrille wollte Lloyd die Durchschnittlichkeit seiner Filmfigur betonen. In den 1950er- und 1960er-Jahren ließ sich eine weite Verbreitung in Politik- und Wirtschaftskreisen feststellen. Prominente Hornbrillenträger waren damals Henry Kissinger, Hanns Martin Schleyer, Herbert Wehner, Erich Honecker und Buddy Holly. Insbesondere Hans-Jürgen Wischnewski wurde derart mit seiner Hornbrille assoziiert, dass Hornbrillen von besonders üppiger Schwere als Wischnewski-Brillen bezeichnet wurden.
Trotzdem wurde die Hornbrille etwa ab den ausgehenden 1960ern allmählich durch elegantere und unaufdringlichere Metallfassungen verdrängt. Sie erhielt deshalb auch den spöttischen Beinamen „AOK-Gestell“ oder „Kassengestell“, da sie im Gegensatz zu den anfangs noch deutlich teureren Designer-Fassungen voll von den Krankenkassen finanziert wurde.
Im Zuge dieses Negativ-Images wurde die Hornbrille zeitweilig zu einer Art Erkennungszeichen in der stereotypen Darstellung von Klassenstrebern, deren Außenseiter-Status mit diesem Accessoire unterstrichen werden sollte – oft von Heftpflaster zusammengehalten. Im Film Woody, der Unglücksrabe parodiert Woody Allen dieses Image der Hornbrille (die auch für ihn zum Markenzeichen wurde): Als Running Gag zerstören andere Kinder regelmäßig als zusätzliche Demütigung seine Brille, nachdem sie ihn verprügelt haben, bis er schließlich selbst seine Brille zertrampelt, um so den Schikanen zu entgehen. In den Superman-Comics wurde bereits Anfang der 1930er Jahre Supermans schüchternes Alter Ego Clark Kent – seine Tarnidentität – zur Abgrenzung als Hornbrillen-Träger dargestellt.
In jüngerer Zeit erlebt die Hornbrille im Rahmen diverser Retrotrends als modisches Accessoire eine Renaissance.